# Бишево (Бидґозький повіт)
Бишево (пол. Byszewo, нім. Bischau) — село в Польщі, у гміні Короново Бидґозького повіту Куявсько-Поморського воєводства.
Населення — 178 осіб (2011).
У 1975-1998 роках село належало до Бидгощського воєводства.

## Демографія
Демографічна структура станом на 31 березня 2011 року:
|          | Загалом | Допрацездатний вік | Працездатний вік | Постпрацездатний вік |
| -------- | ------- | ------------------ | ---------------- | -------------------- |
| Чоловіки | 97      | 17                 | 71               | 9                    |
| Жінки    | 81      | 20                 | 44               | 17                   |
| Разом    | 178     | 37                 | 115              | 26                   |